# 伊帕乌米林
伊帕乌米林（葡萄牙語：Ipaumirim）是巴西塞阿拉州的一个市镇。总面积273.696平方公里，总人口11597人，人口密度42.4人/平方公里。